# Léon-Maurice Nordmann
Pour les articles homonymes, voir Nordmann.
Léon Maurice Nordmann, né le 18 février 1908, à Paris est un avocat et un résistant juif, exécuté par les nazis au Mont-Valérien le 23 février 1942.

## Biographie
Léon-Maurice Nordmann nait dans une famille aisée d'intellectuels et commerçants juifs alsaciens.
Militant de la Section française de l'Internationale ouvrière (SFIO) à Paris dès 1924, il est membre de la tendance de gauche Bataille socialiste.
Jusqu'aux premiers temps du Régime de Vichy, il est avocat à la Cour de Paris. Puis Lucienne Scheid s'occupe de son cabinet. Elle passe en zone libre et l'y retrouve à Mérignac.

### Résistance
Juif, patriote et résistant, il est l'un des membres du réseau du Musée de l'Homme. Le réseau publie en décembre 1940 le premier numéro de son journal Résistance. Les membres du réseau cherchent alors à entrer en contact avec la France libre dans le but de partager les informations recueillies. Il est arrêté, en janvier 1941, alors qu'il cherchait, de Bretagne, à joindre l'Angleterre.
Il est emprisonné à la prison du Cherche-Midi.

### Procès
Il est jugé pour la rédaction et la distribution du journal clandestin Résistance, dont le premier numéro paraît le 15 décembre 1940.
Le récit de son procès a été fait dans le journal clandestin Fraternité du 13 mai 1944, par Michel Le Troquer qui y avait assisté. Bien que parlant l'allemand, Nordmann déclara à l'interprète : « Veuillez expliquer au Tribunal que je vais conclure mes explications ; ce que je vais dire serait incompatible avec l'usage de l'allemand et je m'exprimerai donc en français ». Il conclut donc en disant : « Vous me demandez si j'ai commis les actes de détention et de distribution de tracts anti-allemands ? Je réponds, oui ! Vous me demandez si je regrette ? Je réponds, non ! Vous me demandez si j'ignorais la gravité de mon geste ? Je réponds encore : non ! Je suis Français, je suis patriote. J'ai considéré que la France avait perdu une bataille et non une guerre ; que c'était le devoir de ses enfants, de continuer la lutte par les moyens restant à leur disposition. C'est ce que j'ai fait délibérément ».

### Exécution

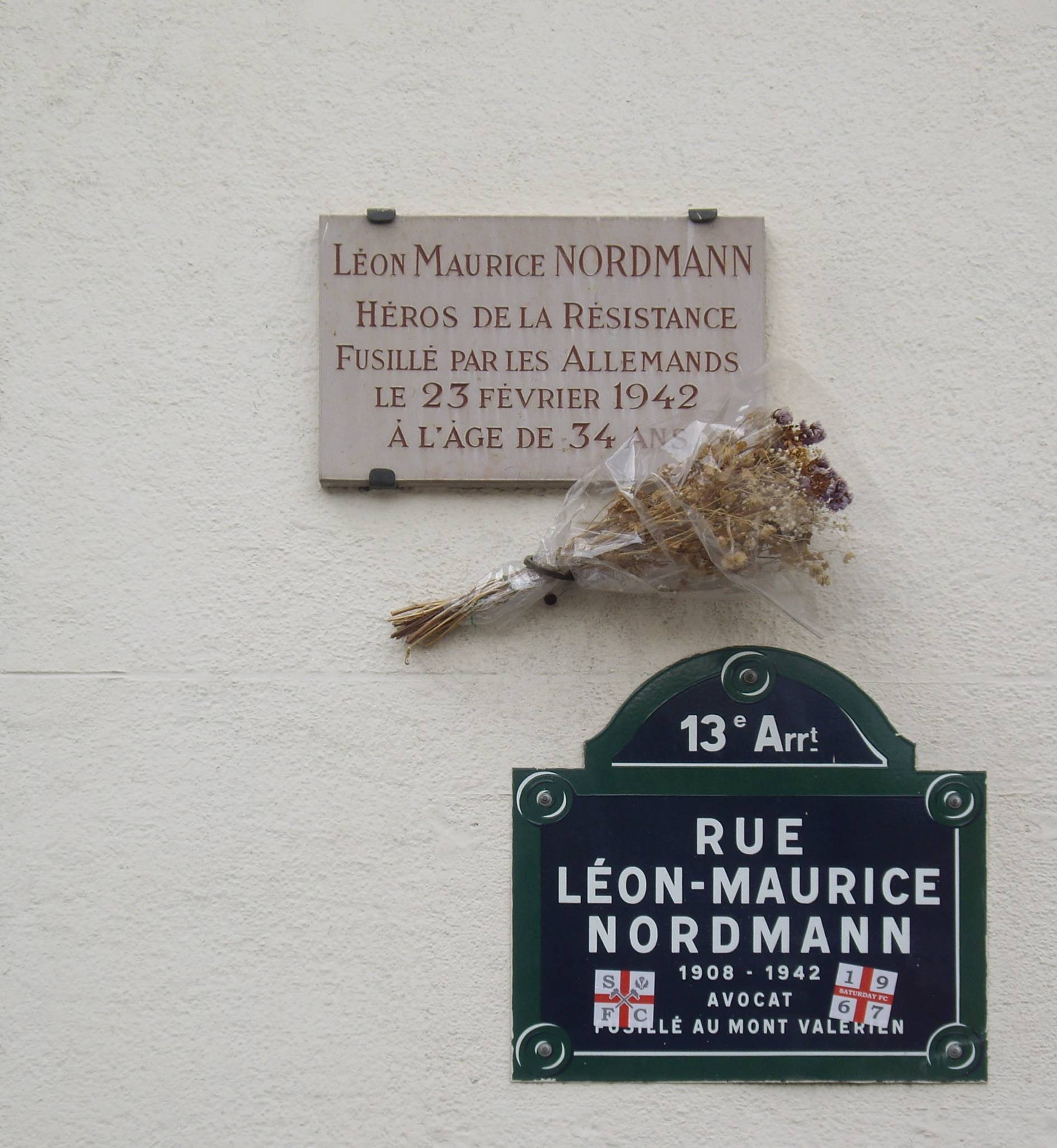
Plaque de rue et plaque commémorative au nom de Léon-Maurice Nordmann, à Paris.

La justice militaire allemande le condamne à mort. Il adresse une dernière lettre à son bâtonnier :
« Monsieur le Bâtonnier, Mon avocat me dit à l'instant que vous avez bien voulu faire une démarche en ma faveur. Je me permets de vous en remercier profondément. Je dois cependant mourir. Je voudrais que vous sachiez qu'en ce moment, comme dans tous ceux qui ont précédé, je tâche d'être digne de notre robe, dont le port a été pour moi un grand honneur. J'ai, comme je vous l'ai peut-être déjà écrit, entendu devant la plaque de bronze de notre bibliothèque des paroles courageuses et fières auxquelles je me suis efforcé de faire écho. J'ai essayé de faire mon devoir pour mon pays. J'espère que mon sacrifice ne sera pas inutile. J'y puise à l'heure présente, comme dans toutes celles de ma détention, un précieux et complet réconfort. Je veux par votre entremise saluer une dernière fois l'Ordre et les amis que j'y compte, et j'espère qu'on y gardera de moi un souvenir amical. Recevez, Monsieur le Bâtonnier, l'expression de mon profond respect. »
Il est exécuté par les nazis au Mont-Valérien, le 23 février 1942, en même temps que d'autres membres du réseau, condamnés avec lui : Georges Ithier, Jules Andrieu, René Sénéchal, Pierre Walter, Anatole Lewitsky et Boris Vildé.
Plusieurs villes telles que Paris (rue Léon-Maurice-Nordmann), La Garenne-Colombes ou encore Bry sur Marne ont une rue qui porte son nom, ainsi qu'une école du 13e arrondissement de Paris.